# Пекарек, Рудольф
Рудольф Пекарек (чеш. Rudolf Pekárek; 1900—1974) — чешско-австралийский дирижёр.

## Биография
Известен, прежде всего, как основатель (1934) оркестра FOK (сокращение от Film-Opera-Koncert), преобразованного впоследствии в Пражский симфонический оркестр. Пекарек находился у руля этого коллектива на протяжении 8 лет. За эти годы оркестр записал музыку к более чем 200 кинофильмам, дал множество благотворительных концертов, активно выступал по радио.
В 1942 г. Пекарек был арестован гестапо как еврей и отправлен в концентрационный лагерь. С окончанием Второй мировой войны он был освобождён и вернулся в тот же оркестр в качестве второго дирижёра, однако в 1948 г. эмигрировал в Австралию.
В 1954—1967 гг. он возглавлял Квинслендский симфонический оркестр. В память о Пекареке в Квинслендской консерватории с 1982 г. присуждается ежегодный приз лучшему гобоисту.